# Лебедь, Алексей Иванович
Алексе́й Ива́нович Ле́бедь (14 апреля 1955, Новочеркасск, Ростовская область, РСФСР, СССР — 27 апреля 2019, Москва, Россия) — российский политик, полковник.
Депутат Государственной думы Российской Федерации (1995—1997 и 2009—2011). Глава Республики Хакасия — председатель Правительства Республики Хакасия (1997—2009). Младший брат генерала Александра Лебедя (1950—2002).

## Биография
Родился 14 апреля 1955 года в Новочеркасске.
Отец — украинец, мать — русская. В паспорте был записан украинцем.
В 1976 году окончил Рязанское высшее воздушно-десантное командное дважды Краснознаменное училище имени Ленинского комсомола, в 1989 году — Военную академию имени М. В. Фрунзе.
До 1979 года служил в Белорусском, Ленинградском и Сибирском военных округах.
В 1979—1982 годах служил в Афганистане, Ереване и Баку.
Участник учений «Щит-83», где командовал сводной разведывательной ротой 237-го гвардейского парашютно-десантного полка.
С мая 1991 года — командир 300-го гвардейского парашютно-десантного полка, дислоцированного в Кишинёве. Во время войны в Приднестровье полк был блокирован молдавскими военными. Его удалось вывести без потерь и конфликтов благодаря помощи Александра Лебедя и удачной дезинформации.
В 1992 году 300-й гвардейский парашютно-десантный полк был передислоцирован в город Абакан, столицу Республики Хакасия.
В 1995 году избран депутатом Государственной думы Федерального собрания Российской Федерации II созыва по Хакасскому одномандатному округу № 30.
В 1996 году, по данным СМИ, предприниматель Олег Дерипаска способствовал избранию Лебедя главой Хакасии. После инаугурации губернатор Лебедь принял к себе на работу в правительство республики представителей Саяногорского алюминиевого завода и стал прислушиваться к мнению его генерального директора.
22 декабря 1996 года избран на должность председателя Правительства Республики Хакасия. 9 января 1997 года официально вступил в должность.
24 декабря 2000 года переизбран на должность председателя Правительства Республики Хакасия, получил более 70 % голосов избирателей.
Весной 2002 года после гибели в авиационной катастрофе своего старшего брата Александра, занимавшего должность губернатора Красноярского края, заявил о намерении участвовать в досрочных губернаторских выборах. За день до окончания регистрации в августе снял свою кандидатуру.
26 декабря 2004 года избран на должность председателя Правительства Республики Хакасия.
С 19 июля 2004 года по 16 марта 2005 года — член президиума Государственного совета Российской Федерации.
В 2005 году вступил в партию «Единая Россия».
С 23 июля 2006 года по 11 апреля 2008 года находился под следствием по уголовному делу.
14 января 2009 года ушёл в отставку в связи с назначением президентом РФ на должность председателя правительства Республики Хакасия Виктора Зимина. После отставки стал депутатом Государственной Думы по спискам «Единой России».
В 2011 году заявил о выходе из партии «Единая Россия», процитировав по этому поводу стихотворение Юрия Галанскова «Человеческий манифест».
После ухода из «Единой России» Лебедь в Хакасии намеревался возглавить республиканский список КПРФ для участия в выборах в Госдуму. Однако в ноябре отказался участвовать в выборах и покинул список, сославшись на ухудшение здоровья. Также он заявил, что перестанет заниматься активной политической деятельностью.
Входил в Совет Федерации ФС РФ, был членом Комитета по бюджету, налоговой политике, финансовому, таможенному и валютному регулированию, банковской деятельности, членом Совета директоров ОАО «Саяно-Шушенская ГЭС» (до катастрофы). 
За период его работы в руководстве Хакасии в республике исчезли десятки промышленных предприятий, в том числе такие гиганты лёгкой промышленности, как комвольно-суконный комбинат, трикотажная и обувная фабрики, в пищевой промышленности — Абаканский свинокомплекс и две птицефабрики, в деревообрабатывающей промышленности — шесть леспромхозов и два лесокомбината.
За «успешную разработку и реализацию социально-экономических программ» в области промышленности, сельского хозяйства, содействие укреплению Вооружённых Сил и правоохранительных органов, активную жизненную позицию награждён медалью Российского Фонда мира «За миротворческую и благотворительную деятельность», Знаком Российской Академии естественных наук «За заслуги в развитии науки и экономики», высшими знаками федеральных министерств культуры, по чрезвычайным ситуациям, юстиции, а также пограничных и железнодорожных войск, фонда социального страхования. Награждён Почётным знаком Фонда Андрея Первозванного, Почётной грамотой Верховного Совета Республики Хакасия. Международная природоохранная организация Всемирный фонд дикой природы присвоила ему титул «Хранителя Земли».
В 2001 году признан лучшим менеджером страны, награждён высшей общественной наградой России — национальной общественной премией имени Петра Великого в номинации «За эффективное управление и достижение лучших социально-экономических показателей развития субъекта Российской Федерации», награждён Золотым Почётным знаком Национального фонда «Общественное признание». В 2002 году удостоен высшей награды Американо-Российской Торгово-Промышленной Палаты «Золотая галактика». В 2004 году удостоен титула «Региональный лидер» Главной Всероссийской Премии «Национальный Олимп». В 2005 году награждён орденом «Рубиновый крест», в 2006 году — Орденом «Меценат», учреждёнными Международным Благотворительным Фондом «Меценаты столетия».
Почётный профессор Российской Академии сельскохозяйственных наук.
Академик, член Президиума Академии проблем подъёма экономики России.
Действительный член Международной Академии Меценатства.
Умер 27 апреля 2019 года в возрасте 64 лет в Москве от внутреннего кровоизлияния. Был похоронен 30 апреля в одной могиле с женой на Хованском кладбище.
3 июля 2020 года глава Республики Хакасия Валентин Коновалов за исключительные заслуги перед республикой и её жителями посмертно присвоил Алексею Ивановичу звание «Почётный гражданин Республики Хакасия».

## Семья
В 1974 году в Рязани познакомился с Елизаветой Владимировной (16 мая 1955—18 мая 2014), учившейся в Рязанском педагогическом институте. Женился в 1975 году, в 1976 году родилась дочь Юлия, в 1987 году — сын Олег, в 1996 году — внучка Валерия.

## Награды[23]
- Орден Красной Звезды;
- Медаль «За отвагу»;
- Орден «За заслуги перед Хакасией»;
- Медаль «60 лет Вооружённых Сил СССР»;
- Медаль «70 лет Вооружённых Сил СССР»;
- Медаль «За безупречную службу» I, II и III степени;
- Медаль «Генерал армии Маргелов»;
- Нагрудный знак «Почётный дорожник России»;
- Золотая медаль «За миротворческую и благотворительную деятельность» (МОФ «Российский фонд мира»);
- Почётная грамота Государственной Думы Российской Федерации;
- Благодарность Президента Российской Федерации;
- Звание Почётного гражданина Хакасии (посмертно).